# PhpMyAdmin
phpMyAdmin – otwartoźródłowe narzędzie służące do łatwego zarządzania bazą danych MySQL i MariaDB, napisane w języku PHP. Oprogramowanie wydawane jest na licencji GNU General Public License i umożliwia między innymi tworzenie/usuwanie baz danych, dodawanie/kasowanie relacji oraz edycję ich struktury i zawartości. Wszystkie operacje mogą być wykonywane z poziomu przeglądarki internetowej, w graficznym środowisku, bez konieczności pracy z domyślnym interfejsem tekstowym.

## Historia
Prace nad phpMyAdmin zostały rozpoczęte przez Tobiasa Ratschillera w 1998 roku. Autor zawiesił prace nad oprogramowaniem w roku 2000, ale już w następnym roku projekt został przejęty przez trzech innych programistów i jeszcze we wrześniu tego samego roku doczekał się wydania kolejnej wersji. Od tamtego czasu phpMyAdmin rozwijany jest nieprzerwanie i jest jednym z popularniejszych narzędzi tego typu. W 2003 roku ok. 80% głosów czytelników PHP Magazine zadecydowało o nagrodzeniu go odznaczeniem Readers Choice 2003 oraz w grudniu 2002 roku jako Projekt miesiąca serwisu SourceForge.